# غوشة شاهزادة قاسم (سررود الشمالي)
غوشة شاهزادة قاسم (بالفارسية: گوشه شاهزاده قاسم) هي قرية تقع في إيران في قسم سررود الشمالي الريفي. يقدر عدد سكانها بـ 1,193 نسمة .